# Tomaspis circulata
Tomaspis circulata är en insektsart som först beskrevs av Guérin-Méneville 1844.  Tomaspis circulata ingår i släktet Tomaspis och familjen spottstritar. Inga underarter finns listade i Catalogue of Life.